# Axel Pileby
Axel Pileby, född 13 oktober 1986 i Dalby församling i Malmöhus län, är en svensk journalist och programledare på TV4 Media.
Pileby arbetade i början på 2010-talet på Expressen. Han har även arbetat på C More Entertainment där han främst bevakat Hockeyallsvenskan. Han har även medverkat som expert i TV4-programmet Hjulet. Han har även medverkat i Efter fem, först som sidekick till Tilde de Paula Eby men senare även som programledare. Han har även programlett Nyhetsmorgon.